# Bongaigaon (Distrikt)
Bongaigaon ist ein Distrikt im Westen des indischen Bundesstaat Assam. Sitz der Verwaltung ist die gleichnamige Stadt Bongaigaon.

## Geografie
Der Distrikt liegt im Westen von Assam. Er grenzt im Norden an den Distrikt Chirang, im Osten und Südosten an den Distrikt Barpeta, im Süden an den Distrikt Goalpara, im Westen an den Distrikt Dhubri und im Nordwesten an den Distrikt Kokrajhar. Fast das gesamte Distriktsgebiet liegt im Flusstal des Brahmaputra und es gibt nur wenige Waldgebiete. Die Fläche beträgt 1093 km².

## Geschichte
Der Distrikt Bongaigaon teilt die Geschichte mit den Nachbardistrikten. Zuerst gehörte er von 350 bis 1140 zum Reich Kamarupa, später zum Königreich Kamata. Ab 1515 wurde es durch die Dynastie Koch regiert. Ein Familienzweig dieser Königsfamilie, die Bijni, verwaltete das Gebiet von 1587 bis 1614. Danach war es bis 1757 Teil des Mogulreichs. Nach der Schlacht bei Plassey geriet es in den Einflussbereich der Britischen Ostindien-Kompanie. Nach der Schlacht von Buxar am 22. Oktober 1764 kam es endgültig unter britische Herrschaft. Doch wurde das Gebiet bis 1865 von Bhutan beansprucht und die Herrschaft der Kompanie war nicht absolut. Seit 1874 ist das Gebiet des heutigen Distrikts Teil von Assam.
Der Distrikt entstand 1989 aus Teilen des Distrikte Goalpara und Kokrajhar. 2004 wurde Chirang abgetrennt und zu einem eigenen Distrikt, wodurch sich Fläche und Einwohnerzahl verkleinerten.

## Bevölkerung

### Übersicht
Die Einwohnerzahl lag bei 738.804 (2011). Die Bevölkerungswachstumsrate im Zeitraum von 2001 bis 2011 betrug 20,59 %. Bongaigaon hat ein Geschlechterverhältnis von 966 Frauen pro 1000 Männer und damit einen für Indien häufigen Männerüberschuss. Der Distrikt hatte 2011 eine Alphabetisierungsrate von 69,74 %, eine Steigerung um knapp 7 Prozentpunkte gegenüber dem Jahr 2001. Die Alphabetisierung liegt damit unter dem nationalen Durchschnitt. Knapp 50,2 % der Bevölkerung sind Muslime, ca. 48,6 % sind Hindus, ca. 0,8 % sind Christen, jeweils ca. 0,1 % sind Sikhs oder Jainas und ca. 0,2 % gaben keine Religionszugehörigkeit an oder praktizierten andere Religionen. 15,8 % der Bevölkerung sind Kinder unter 6 Jahre. Viele Einwohner gehören dem Volk der Bengalen an.
Knapp 14,9 % der Bevölkerung leben in Städten.

### Einwohnerentwicklung
In den ersten Jahrzehnten des 20. Jahrhunderts wuchs die Bevölkerung bereits stark. Dies trotz Seuchen, Krankheiten und Hungersnöten. Seit der Unabhängigkeit Indiens hält die starke Bevölkerungszunahme weiterhin an. Während die Bevölkerung in der ersten Hälfte des 20. Jahrhunderts um rund 140 % zunahm, betrug das Wachstum in den fünfzig Jahren zwischen 1961 und 2011 222 %. Die Bevölkerungszunahme zwischen 2001 und 2011 lag bei nur 20,59 % oder rund 126.000 Menschen. Offizielle Bevölkerungsstatistiken der heutigen Gebiete sind seit 1901 bekannt und veröffentlicht. Grund für die ungewöhnlich starke Zunahme der Bevölkerung ab 1901 war lange Zeit die Zuwanderung ins dünn besiedelte Gebiet. Heutzutage ist es der Geburtenüberhang. Die Entwicklung verdeutlicht folgende Tabelle:
| Jahr      | 1901   | 1911   | 1921    | 1931    | 1941    | 1951    | 1961    | 1971    | 1981    | 1991    |
| Einwohner | 64.439 | 83.731 | 106.292 | 123.233 | 141.686 | 154.878 | 229.353 | 315.082 | k. Ang. | 497.962 |

### Bedeutende Orte

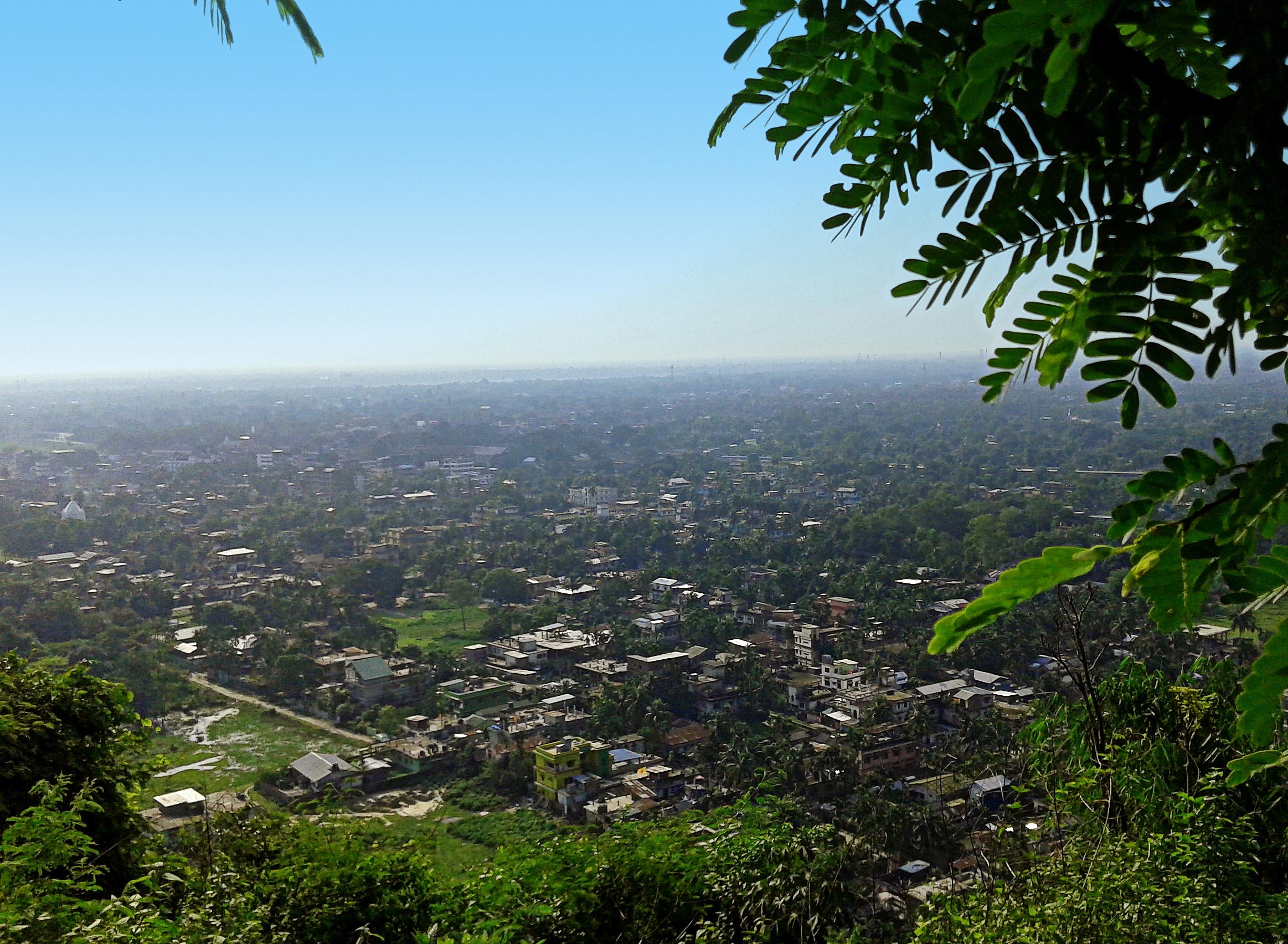
Blick auf Bongaigaon

Im Distrikt gibt es insgesamt fünf Orte, die als Städte (towns und notified towns) gelten. In diesen Städten wohnen insgesamt 109.810 Menschen oder 14,86 % der Distriktsbevölkerung.

### Volksgruppen
In Indien teilt man die Bevölkerung in die drei Kategorien general population, scheduled castes und scheduled tribes ein. Die scheduled castes (anerkannte Kasten) mit (2011) 82.784 Menschen (11,21 Prozent der Bevölkerung) werden heutzutage Dalit genannt (früher auch abschätzig Unberührbare betitelt). Die scheduled tribes sind die anerkannten Stammesgemeinschaften mit (2011) 18.835 Menschen (2,55 Prozent der Bevölkerung), die sich selber als Adivasi bezeichnen. Zu ihnen gehören in Assam 23 Volksgruppen. Mehr als 1000 Angehörige zählen die Bodo (7315 Personen oder 0,99 % der Distriktsbevölkerung), Rabha (5599 Personen oder 0,76 % der Distriktsbevölkerung), Garo (3600 Personen oder 0,49 % der Distriktsbevölkerung) und Kachari (1607 Personen oder 0,22 % der Distriktsbevölkerung). Die Anteile der scheduled tribes sind in allen Circles sehr tief. Die Höchstzahl erreichen sie im Circle Bongaigaon (Pt), wo 9982 Adivasi (6,39 % der dortigen Bevölkerung oder 53 % aller Adivasi im Distrikt) leben.

### Bevölkerung des Distrikts nach Sprachen
Die Bevölkerung des Distrikts Bongaigaon ist sprachlich gemischt. Assami (49,00 % der Bevölkerung) und Bengali (mit Bengali und Rajbangsi; 44,84 % der Bevölkerung) sind allerdings die beiden dominierenden Sprachgruppen. In den Circles Boitamari (71,41 %) und Sidli (PT)(76,42 %) dominiert Assami; im bevölkerungsreichsten Circle Srijangram dagegen Bengali (61,43 %). Im Circle Bijni (Pt) waren die Verhältnisse ausgeglichener. Dort sprachen 58.712 Personen (45,08 Prozent der Bewohner) Assami und 65.030 Personen (49,93 Prozent der Bewohner) Bengali. Sprachlich gemischt ist der Circle Bongaigaon (Pt) mit 42,67 % Assami, 33,36 % Bengali und 11,79 % Hindi. Boro (Sprache der Bodo) und die bengalische Sprache Rajbangsi sind im Circle Bongaigaon (Pt) bedeutende Minderheitensprachen. Die weitverbreitetsten Einzelsprachen zeigt die folgende Tabelle:
| Jahr                                   | Assami  | Assami | Bengali | Bengali | Hindi  | Hindi | Rajbangsi | Rajbangsi | Boro  | Boro | Garo  | Garo | Nepali | Nepali | Rabha | Rabha | Gesamt  | Gesamt   |
| Jahr                                   | Zahl    | %      | Zahl    | %       | Zahl   | %     | Zahl      | %         | Zahl  | %    | Zahl  | %    | Zahl   | %      | Zahl  | %     | Zahl    | %        |
| -------------------------------------- | ------- | ------ | ------- | ------- | ------ | ----- | --------- | --------- | ----- | ---- | ----- | ---- | ------ | ------ | ----- | ----- | ------- | -------- |
| 2011                                   | 358.381 | 48,51  | 320.274 | 43,35   | 22.643 | 3,06  | 10.689    | 1,45      | 8.347 | 1,13 | 3.765 | 0,51 | 2.278  | 0,31   | 1.653 | 0,22  | 738.804 | 100,00 % |
| Quelle: Ergebnis der Volkszählung 2011 |         |        |         |         |        |       |           |           |       |      |       |      |        |        |       |       |         |          |

### Bevölkerung des Distrikts nach Bekenntnissen
Die Muslime (Assamesen und Bengalis) sind mittlerweile eine knappe Bevölkerungsmehrheit. Dies vorwiegend wegen der starken Zuwanderung von muslimischen Bengalen aus dem benachbarten Bangladesch. Die ursprünglich dominierenden Hindus folgen knapp dahinter. Doch gibt es große Unterschiede in den einzelnen Circles. Der Circle Bongaigaon (Pt) hat 89,80 % Hindus. Im Circle Sidli (Pt) sind die Hindus mit 58,98 % eine knappe Bevölkerungsmehrheit. Im Circle Bijni (Pt) liegt der Anteil der Hindus bei 43,77 %, in den beiden anderen Circles weit tiefer. Die Muslime sind in den Circles Boitamari (69,00 %) und Srijangram (66,31 %) deutlich in der Mehrheit. Im Circle Bijni (Pt) (55,99 %) sind sie eine knappe Mehrheit und im Circle Sidli (Pt)(39,43 %) eine bedeutende Minderheit. Alle anderen Glaubensgemeinschaften stellen nur kleine Bevölkerungsanteile. Die genaue religiöse Zusammensetzung der Bevölkerung zeigt folgende Tabelle:
| Jahr                                   | Buddhisten | Buddhisten | Christen | Christen | Hindus  | Hindus | Jainas | Jainas | Muslime | Muslime | Sikhs | Sikhs | Andere | Andere | keine Angaben | keine Angaben | Gesamt  | Gesamt   |
| Jahr                                   | Zahl       | %          | Zahl     | %        | Zahl    | %      | Zahl   | %      | Zahl    | %       | Zahl  | %     | Zahl   | %      | Zahl          | %             | Zahl    | %        |
| -------------------------------------- | ---------- | ---------- | -------- | -------- | ------- | ------ | ------ | ------ | ------- | ------- | ----- | ----- | ------ | ------ | ------------- | ------------- | ------- | -------- |
| 2011                                   | 236        | 0,03       | 5.924    | 0,80     | 359.145 | 48,61  | 871    | 0,12   | 371.033 | 50,22   | 384   | 0,05  | 9      | 0,00   | 1.202         | 0,16          | 738.804 | 100,00 % |
| Quelle: Ergebnis der Volkszählung 2011 |            |            |          |          |         |        |        |        |         |         |       |       |        |        |               |               |         |          |

### Geschlechterverteilung
Der Distrikt hatte – für Indien üblich – stets mehr männliche als weibliche Einwohner. Der hohe Männerüberschuss während der Kolonialzeit setzte sich nach der Unabhängigkeit noch fort. Doch in jüngster Zeit ist der Männerüberhang stark gesunken. Bei den jüngsten Bewohnern (116.392 Personen unter 7 Jahren) liegen die Anteile bei 59.099 Personen männlichen (50,78 Prozent) zu 57.293 Personen (49,22 Prozent) weiblichen Geschlechts.
| Verteilung der Bevölkerung nach Geschlecht im Distrikt Bongaigaon |                   |                   |                   |                   |                   |                   |                   |                   |                   |                   |                   |                   |
|                                                                   | Volkszählung 1901 | Volkszählung 1901 | Volkszählung 1941 | Volkszählung 1941 | Volkszählung 1951 | Volkszählung 1951 | Volkszählung 1991 | Volkszählung 1991 | Volkszählung 2001 | Volkszählung 2001 | Volkszählung 2011 | Volkszählung 2011 |
| Anzahl                                                            | Anteil            | Anzahl            | Anteil            | Anzahl            | Anteil            | Anzahl            | Anteil            | Anzahl            | Anteil            | Anzahl            | Anteil            |                   |
| GESAMT                                                            | 64.439            | 100 %             | 141.686           | 100 %             | 154.878           | 100 %             | 497.962           | 100 %             | 612.665           | 100 %             | 738.804           | 100 %             |
| Männer                                                            | 33.840            | 52,51 %           | 75.358            | 53,19 %           | 82.811            | 53,47 %           | 257.687           | 51,75 %           | 315.537           | 51,50 %           | 375.818           | 50,87 %           |
| Frauen                                                            | 30.599            | 47,49 %           | 66.328            | 46,81 %           | 72.067            | 46,53 %           | 240.275           | 48,25 %           | 297.128           | 48,50 %           | 362.986           | 49,17 %           |

## Bildung
Dank bedeutender Anstrengungen steigt die Alphabetisierung. Sie liegt mittlerweile bei rund 70 %. Im städtischen Bereich können immerhin über 87 Prozent lesen und schreiben. Auf dem Land dagegen sind es nur 2 von 3 Personen. Typisch für indische Verhältnisse sind die starken Unterschiede zwischen den Geschlechtern und der Stadt-/Landbevölkerung.
| Alphabetisierung im Distrikt Bongaigaon |                   |                   |
| Einheit                                 | Volkszählung 2011 | Volkszählung 2011 |
| Einheit                                 | Anzahl            | Anteil            |
| GESAMT                                  | 434.078           | 69,74 %           |
| Männer                                  | 237.114           | 74,87 %           |
| Frauen                                  | 196.964           | 64,43 %           |
| STADT GESAMT                            | 86.209            | 87,37 %           |
| Stadt-Männer                            | 45.956            | 91,42 %           |
| Stadt-Frauen                            | 40.253            | 83,17 %           |
| LAND GESAMT                             | 347.869           | 66,42 %           |
| Land-Männer                             | 191.158           | 71,74 %           |
| Land-Frauen                             | 156.711           | 60,91 %           |
| Quelle: Ergebnis der Volkszählung 2011  |                   |                   |

## Verwaltungsgliederung
Der Distrikt unterteilt sich in die Subdivisionen Bijni (Pt), Boitamari, Bongaigaon (Pt), Sidli (Pt) und Srijangram.

## Wirtschaft
Die Landwirtschaft ist die dominante Wirtschaftsform in dieser wenig urbanisierten Region. Hauptanbauprodukt ist Reis. Daneben werden Senfkorn, Weizen, Urdbohnen, Jute, Raps, Kartoffeln, Zuckerrohr und Rote Linsen angebaut. Beim Gemüseanbau dominieren Aubergine, Kohl, Blumenkohl, Okra, Zwiebeln, Papaya, Süßkartoffeln und Tomaten. Unter den Früchten sind Bananen, Mangos, Guaven, Jackfrucht, Ananas, Zitronen, Litschi und Orangen die meist angebauten Sorten.
Daneben spielt die Tierhaltung eine bedeutende Rolle. Rinder und Ziegen sind die meistgehaltenen Haustiere. Zudem halten die Bauern Kühe, Büffel, Schafe, Pferde, Hühner und Enten.
Nebst der Landwirtschaft sind auch Forstwirtschaft, Fischerei und Seidenbau von erheblicher Bedeutung. Es gibt nur wenige Industriebetriebe wie die „Bongaigaon Refinery Cum Petro Chemical Complex“ (Raffinerie), die „Ashok paper Mill“ (Papiermühle) und die „Aluminium Utensil Factory“ (Aluminiumfabrik). Kleinere Betriebe verarbeiten Baumwolle und Textilien. In der Heimarbeit dominieren Weberei und Töpferei und im Handwerk sind Schmiede, Goldschmiede und Silberschmiede die häufigsten Berufe.
Die insgesamt 255.806 Beschäftigten gliedern sich in 191.671 Hauptbeschäftigte/Vollzeitarbeitende und 64.135 Gelegenheitsarbeitende/geringfügig Beschäftigte auf. Beruflich sind 83.442 Personen oder 32,62 % Bauern und Bäuerinnen, 47.406 Personen oder 18,53 % Angestellte in der Landwirtschaft (Knechte, Mägde, Wanderarbeiter und Wanderarbeiterinnen), 9.485 Personen oder 3,71 % in Heimarbeit/im lokalen Kleingewerbe und 115.473 Personen oder 45,14 % in anderen Berufen tätig (Gewerbe, Handel, Dienstleistungsberufe, Industriebeschäftigte, Haushaltsangestellte etc.).
Von den Erwerbstätigen sind 197.542 Männer und 58.264 Frauen. Nur 24.188 Frauen oder 6,66 % der weiblichen Bevölkerung arbeiten als Hauptbeschäftigte/Vollzeitarbeitende. Unter den Hauptbeschäftigten/Vollzeitarbeitenden sind 167.483 Personen oder 87,38 % männlich.